# Fairfax megye
Fairfax megye az Amerikai Egyesült Államok Virginia államának közigazgatási egysége. Az állam északi részén, Washington vonzáskörzetében helyezkedik el; 1,1 milliós lakosságával Virginia legnépesebb megyéje.

## Földrajza
Fairfax megye Washington vonzáskörzetében helyezkedik el. A virginiai Loudon, Prince William és Arlington megyékkel, a Potomac folyó túloldalán fekvő marylandi Prince George's, Montgomery, és Charles megyékkel határos. Érintkezik Falls Church, Alexandria és Fairfax megyei jogú városokkal.

## Népesség
A megye népességének változása:
| Lakosok száma | 1 086 460 | 1 104 147 | 1 118 683 | 1 130 924 | 1 142 234 | 1 150 309 |
|               | 2010      | 2011      | 2012      | 2013      | 2015      | 2020      |